# Hårsfjärden

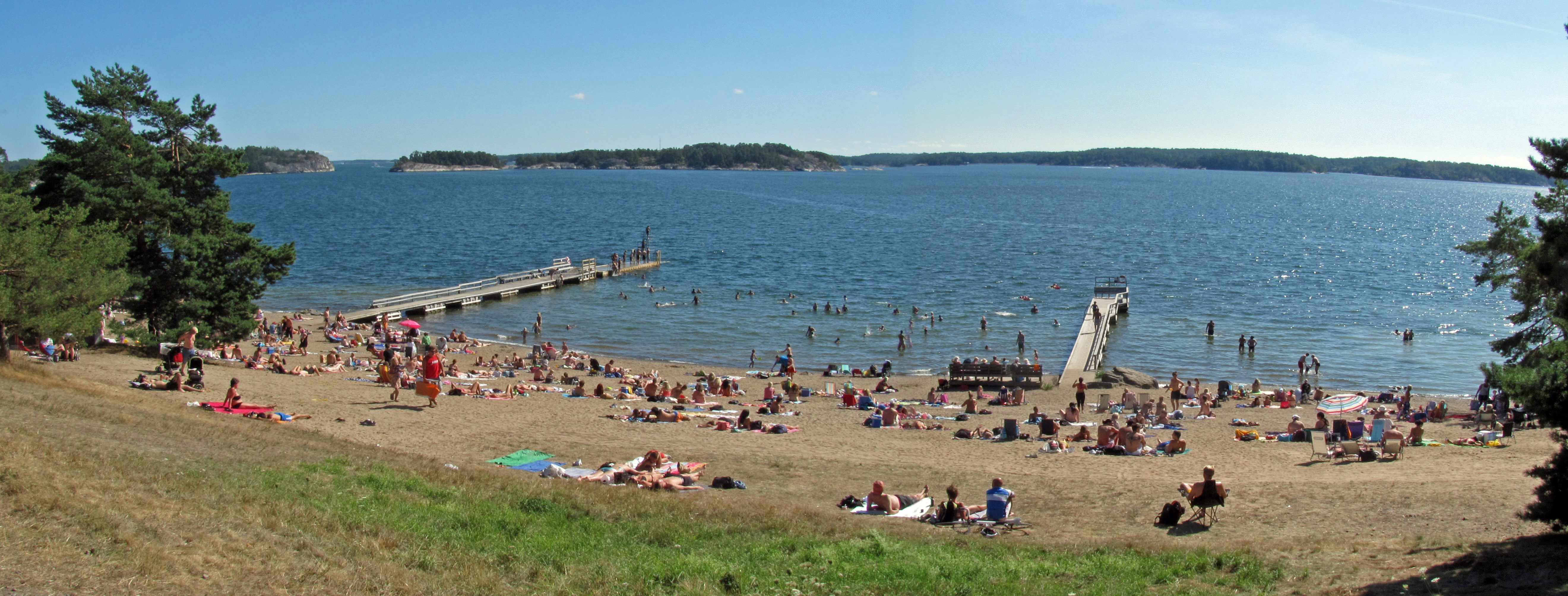
A praia de Årsta havsbad

Hårsfjärden ( PRONÚNCIA) é uma ”larga e profunda área aquática aberta” (em sueco: fjärd;  PRONÚNCIA) localizada no arquipélago de Estocolmo, entre as ilhas de Muskö e Södertörn-Nacka, na costa do mar Báltico.

Desde 1903, têm estado aí estacionadas instalações da marinha de guerra da Suécia, como por exemplo as bases navais de Muskö e de Berga.

Atualmente, a Base Naval de Berga alberga a 4ª Flotilha de Combate Naval e o Regimento Anfíbio.